# Rathaus Olmütz
Das Rathaus in Olmütz, der sechstgrößten Stadt Tschechiens und Verwaltungssitz der Olmützer Region, wurde ab dem 14. Jahrhundert errichtet. Das Rathaus auf dem Oberen Platz (tschechisch Horní náměstí) ist ein geschütztes Kulturdenkmal.

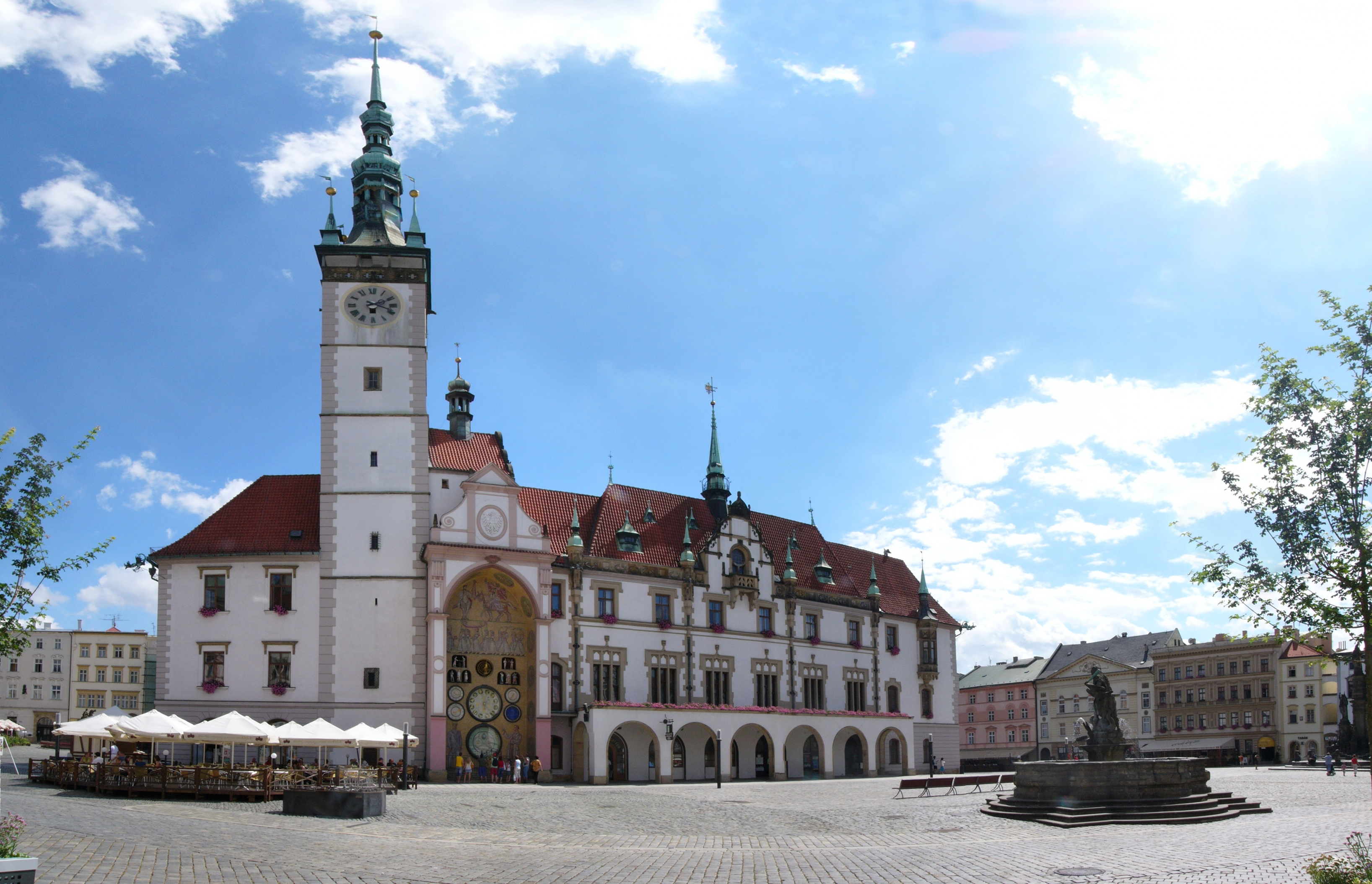
Rathaus in Olmütz

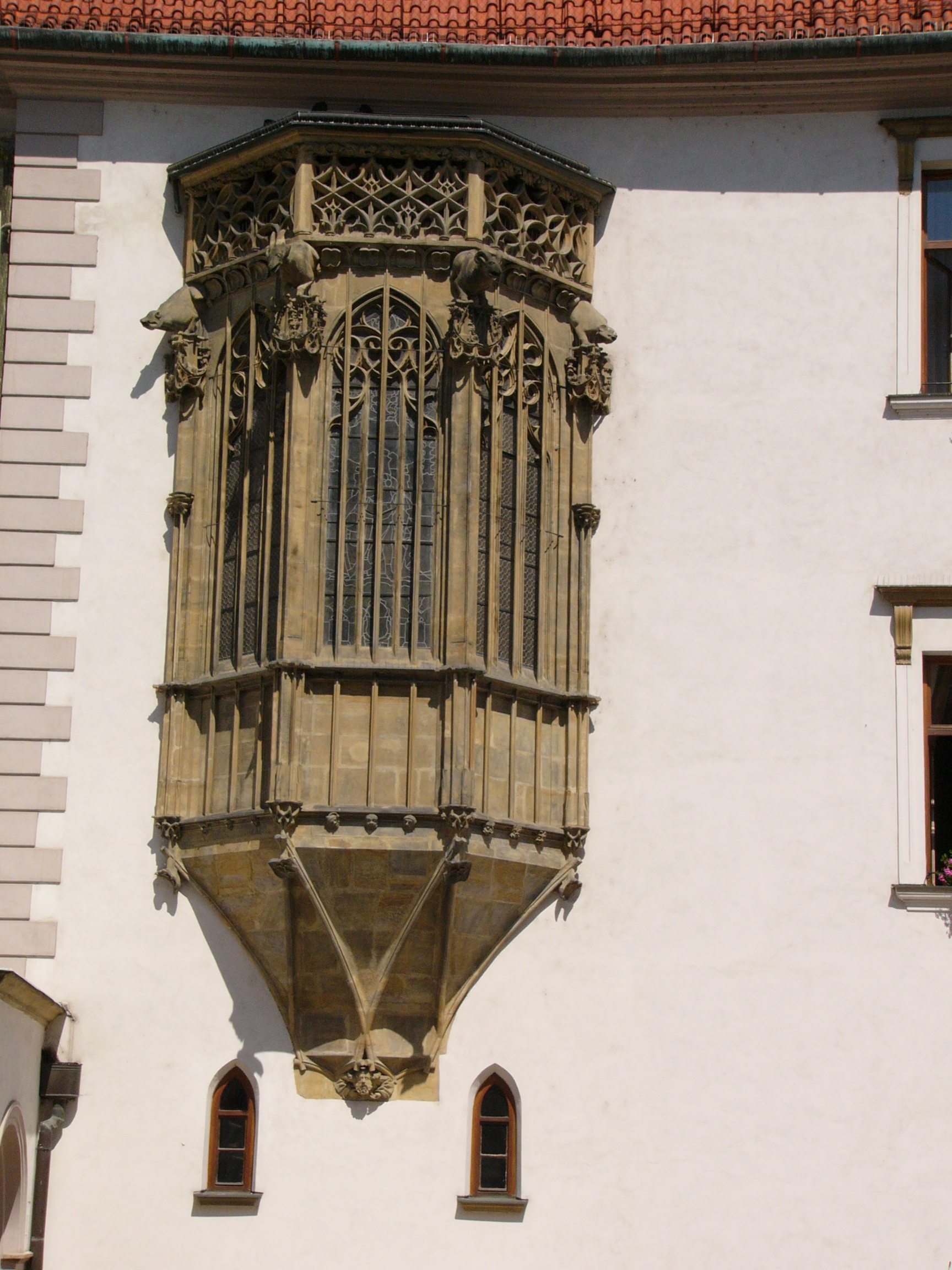
Gotischer Erker

## Beschreibung
Das heute vierflügelige Gebäude umschließt einen Innenhof. An der Südseite ragt ein Erker der gotischen Kapelle St. Hieronymus heraus. An der Ostseite befindet sich eine zweiseitige Treppe mit einer Renaissanceloggia. 
Im Inneren gibt es einige Räume mit Gewölbedecken. Der große Festsaal ist prächtig ausgeschmückt. 

### Rathausturm

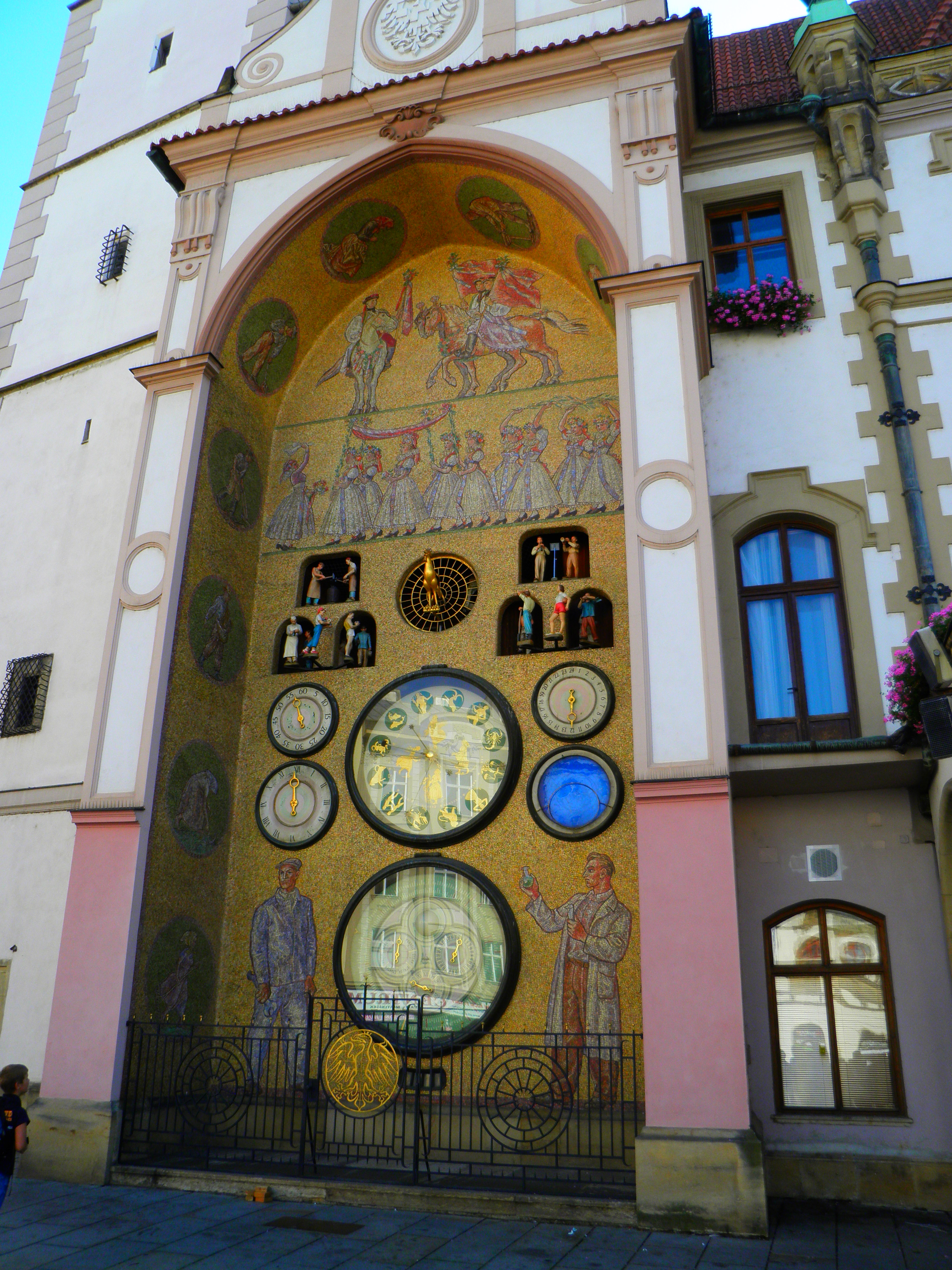
Astronomische Uhr

Der Rathausturm entstand ab den 1520er Jahren. Seine heutige Gestalt und Höhe von 75 Metern erhielt er von 1601 bis 1607. 

### Astronomische Uhr
Die astronomische Uhr an der Nordfassade wurde mehrfach umgestaltet, das letzte Mal in den 1950er Jahren.